# Шолоховська сільська рада
| Шолоховська сільська рада — колишній орган місцевого самоврядування у Нікопольському районі Дніпропетровської області з адміністративним центром у с. Шолохове. Сільській раді підпорядковані населені пункти: - с. Шолохове - с. Миронівка - с. Улянівка |

## Склад ради
Рада складається з 20 депутатів та голови.

## Керівний склад сільської ради
| ПІБ                            | Основні відомості                                                         | Дата обрання | Дата звільнення |
| ------------------------------ | ------------------------------------------------------------------------- | ------------ | --------------- |
| Мороз Ірина Іванівна           | Сільський голова, 1968 року народження, освіта                            | 26.03.2006   | 22.10.2007      |
| Базілевич Віктор Олександрович | Сільський голова, 1958 року народження, освіта, член партії Єдиний Центр  | 24.05.2009   | 31.10.2010      |
| Базілєвич Віктор Олександрович | Сільський голова, 1958 року народження, освіта вища, член Партії регіонів | 31.10.2010   |                 |

Примітка: таблиця складена за даними джерела